# Philip McCloy
Pour les articles homonymes, voir McCloy.
Philip McCloy, né le 19 avril 1896 à Uddingston en Écosse et mort le 26 novembre 1971, était un joueur et un entraîneur de football.

## Carrière
Il réalise l'essentiel de sa carrière de défenseur central sous les couleurs de deux clubs : le Ayr United FC, pendant une période de sept ans au cours de laquelle il sera sélectionné à deux reprises en équipe d'Écosse, puis Manchester City, où il évoluera pendant cinq ans.
Après un court passage au Chester City FC, il s'exile deux ans en Irlande, à Cork, puis sur une très courte durée en France, au Stade rennais UC.
Il est débauché par le club breton pour tenir le rôle d'entraîneur-joueur à l'orée de la saison 1933-1934. Cette expérience ne dure que peu de temps : un autre joueur écossais engagé par le club, nommé Jeremiah Kelly, se révèle tellement mauvais lors de ses premières apparitions que le Stade rennais UC décide de le libérer dès le mois de septembre. Par solidarité avec son compatriote, Philip McCloy décide de quitter la Bretagne et de retourner de l'autre côté de la Manche. Cela met fin à sa courte expérience d'entraîneur.
McCloy terminera sa carrière dans des clubs anglais, le Workington AFC et le Kidderminster Harriers FC. Il décède en 1972.

## Sources
- Claude Loire, Le Stade rennais, fleuron du football breton, Rennes, Apogée, 1994.